# 意大利狼
意大利狼（Canis lupus italicus）是狼的一個亞種，生存於義大利亞平寧山脈。牠於1921年首次被描述、命名，並於1999年被確認為新的亞種。近來因為群落數量的增加，瑞士南界也出現意大利狼的蹤跡。在近幾年期間，牠們的生存範圍擴大到法國南部，尤其是馬爾康杜自然公園裡。在上述三個國家中，義大利狼已受到法律的保護。

## 特徵
在狼的標準來說，意大利狼的身型是中型。牠們身長度通常介乎於100至140厘米；在體重方面，雄性的平均體重為24至40公斤（53至88磅），而雌性的體重通常比雄性輕10%。儘管曾於穆杰羅及托斯卡納-艾米利亞亞平寧發現毛色黑色的物種，但大部分的毛色是灰色或啡色。
跟歐亞狼及歐亞犬比較，牠們的群落構成最單純，受到其他歐洲野犬的雜交程度是最少的。但是在2004年，人们在托斯卡纳大区中南部的锡耶纳省發現了3隻意大利狼，牠們的後腳上有3隻狗上爪，相當稀奇，這可以反映出牠們的基因已被其他狗隻所混種。由於狗上爪可以用來分辨混種跟純種的意大利狼。部分生物學家因此擔心意大利狼的基因遭到混種，而其他生物學家則認為這特徵反而可以用來分辨混種跟純種的意大利狼。

## 食性
意大利狼在黑夜中才會進行獵食，其食物有臆羚、野豬、西方狍及馬鹿。當無法找到以上物種時，牠們會找一些小型動物（例如是野兔及家兔）來吃。一隻意大利狼每天可以吃1.5至3公斤的肉類。有時候牠們也會為了增加膳食纖維，而吃些植物的根以外部分及莓類。牠們在城市生活也沒有甚麼大問題，因為牠們接受去進食家畜及動物殘渣。

## 外部連結
- （法文） News on the wolf, lynx and brown bear in France
- （英文） Report on the return of the wolf in Switzerland
- （意大利文） Italian wolf （页面存档备份，存于）
- （意大利文） Gruppo Lupo Italia （页面存档备份，存于）